# Чентел Мік
Чентел Мік  (англ. Chantal Meek, 19 грудня 1978) — австралійська веслувальниця, олімпійська медалістка.

## Виступи на Олімпіадах
| Олімпіада  | Дисципліна                    | Місце     |
| ---------- | ----------------------------- | --------- |
| Афіни 2004 | байдарка-четвірка, 500 метрів | 6         |
| Пекін 2008 | байдарка, 500 метрів          | 7 h2 r2/3 |
| Пекін 2008 | байдарка-четвірка, 500 метрів | 3         |